# 世界和平理事會
世界和平理事會（英語：World Peace Council，縮寫WPC）是一個國際組織，主張普遍裁軍，主權，獨立，與和平共處，致力於反對帝國主義，大規模殺傷性武器，以及各種形式的歧視。蘇聯共產黨「以促進世界各地的和平運動，來對抗美國‘好戰’」政策，於1950年11月22日在华沙成立世界和平理事會，第一任主席是著名物理學家弗雷德里克·約里奧-居里。其總部1968年至1999年期間設在芬蘭赫爾辛基，現在則在希臘。該組織長期得到蘇聯在資金、組織等方面的大力支持，成為蘇聯的工具。蘇聯解體後，其發展進入新階段。

## 歷史

### 創立
1948年在共產黨領導下於波蘭弗羅茨瓦夫舉行“世界和平知识分子大会”，决定在巴黎设立常设组织“知识分子和平国际联络委员会”。
1949年4月“知识分子和平国际联络委员会”与国际民主妇女联合会共同举办的世界保卫和平大会於巴黎和布拉格舉行(會議原定在巴黎舉行，由於法國政府拒發簽證給部份代表，會議改為在巴黎和布拉格同時舉行)，要求裁减军备、禁止原子武器、缓和国际紧张局势、共同保卫世界和平，成立了由12人组成的常设机构「世界和平拥护者委员会」，弗雷德里克·約里奧-居里任主席。
1950年11月在华沙召开第二届世界保卫和平大会，有81个国家的代表参加，大会通过宣言，号召各国人民不要等待和平，必须去争取和平，希望联合国成为保卫和平与安全的机构。大会决定成立世界和平理事会取代「世界和平拥护者委员会」，主席是弗雷德里克·約里奧-居里。毕加索的《和平鸽》成为象征。
「世界和平理事會」的理論根源在於1947年共產黨情報局提出的學說，將這個世界一分為二：一是蘇聯領導的愛好和平的進步力量，一是美國領導的好戰的資本主義國家。 1949年，共產黨情報局指示，和平“現在應該成為共產黨的整個活動的支點”，而多數西方共產黨遵循了這一原則。1950年，共產黨情報局通過一位資深蘇聯官員米哈伊爾·蘇斯洛夫的報告，“共產黨和勞工黨必須利用一切鬥爭的手段，以確保穩定和持久和平，所有活動以此為目標”，以及“應特別注意拉攏下列對象加入和平運動：工會，婦女，青年，合作，體育，文化，教育，宗教和其他組織，以及保衛和平，反對戰爭的科學家，作家，記者，文化工作者，議會和其他政治和公眾領袖。”
研究戰後和平運動的歷史學家勞倫斯·維特納認為，蘇聯傾注了極大的努力，在二戰結束後不久推動世界和平理事會，是因為當時美國擁有原子彈，而蘇聯還沒有，蘇聯擔心美國以優勢武器攻擊蘇聯。

### 1950年代
1951年2月，世界和平理事会在德国的柏林召开会议，為了發動政治宣傳，会议通过了《要求五大国（美、苏、中、英、法）缔结和平公约的宣言》，掀起了世界范围内的和平签名运动，签名人数达6亿多人，其中中国有3亿多人签名。
雖然「世界和平理事會」通常不說自己是执行蘇聯外交政策的一個組織，而是表達在“世界愛好和平的人民”的願望，其實蘇聯共產黨中央委員會国际部通過蘇聯和平委員會指揮「世界和平理事會」。
「世界和平理事會」大會後來分別在維也納、柏林、赫爾辛基和斯德哥爾摩舉行。
「世界和平理事會」在1950年代初領導國際和平運動，但因為它沒有站出來反對苏军鎮壓1956年匈牙利革命、蘇聯在1961年恢復核試驗，使它被邊緣化了，而在1960年代興起的不結盟和平組織，如核裁軍運動，使它黯然失色。共產黨最初譴責核裁軍運動“分裂和平運動”；但當他們看到核裁軍運動廣受歡迎後，他們不得不加入。

## 成員

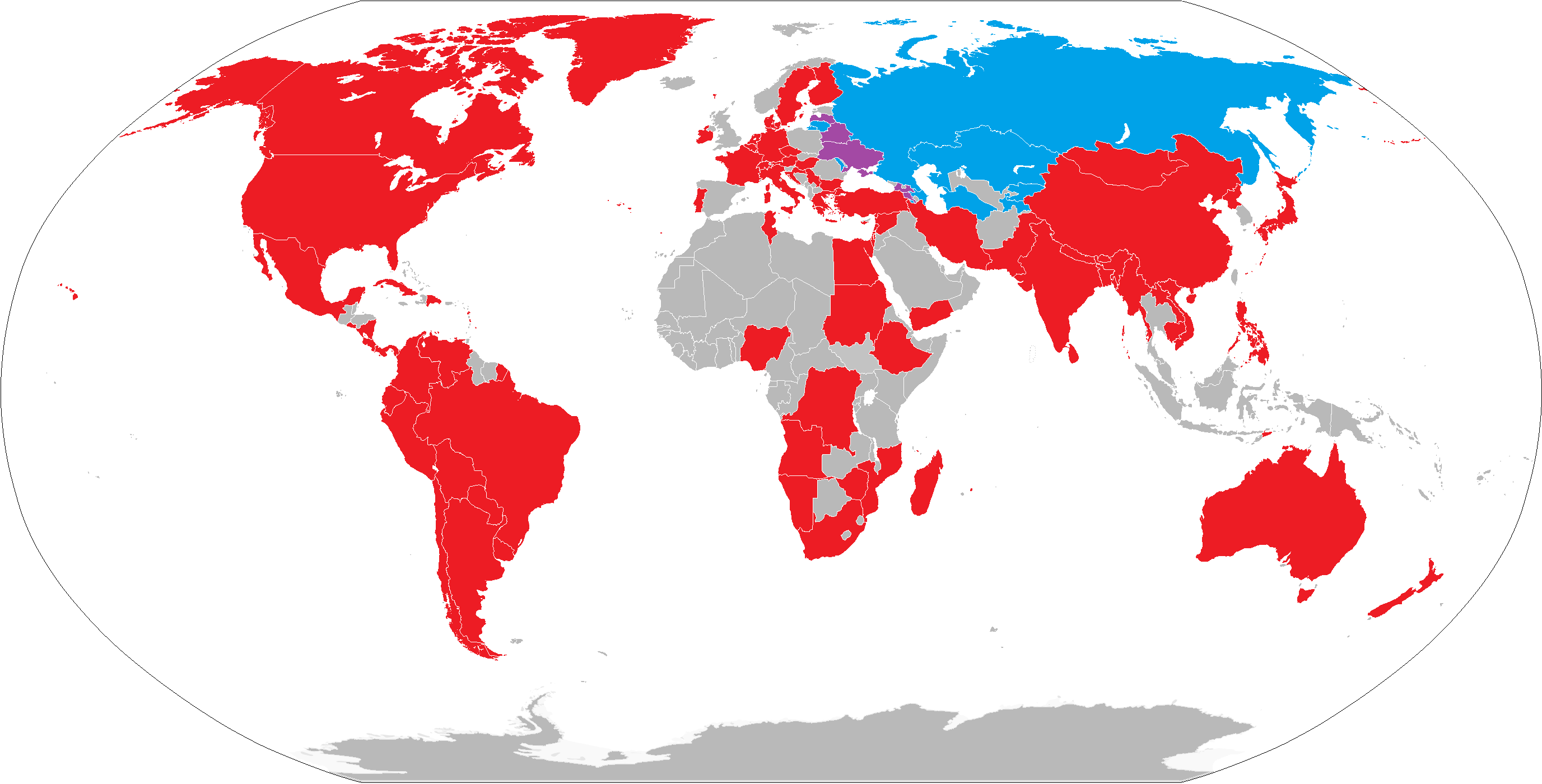
世界和平理事會成員:
直屬國家機構
附屬機構
同時擁有直屬機構及IFPC

### 中華人民共和國对应机构
1949年10月，中華人民共和國成立“中国人民保卫世界和平大会委员会”，主席郭沫若。1950年7月10日，中華人民共和國成立“中国人民反对美国侵略台湾、朝鲜运动委员会”。1950年10月26日两会合并，主席郭沫若，副主席彭真、陈叔通。1951年3月14日，中国人民保卫世界和平反对美国侵略委员会简称为中国人民抗美援朝总会。
中国人民争取和平与裁军协会，简称“和裁会”，1985年6月成立。

## 外部連結
- 世界和平理事會（页面存档备份，存于）（英文）